# Паго-дель-Валло-ді-Лауро
Паго-дель-Валло-ді-Лауро, Паґо-дель-Валло-ді-Лауро (італ. Pago del Vallo di Lauro) — муніципалітет в Італії, у регіоні Кампанія,  провінція Авелліно.
Паго-дель-Валло-ді-Лауро розташоване на відстані близько 210 км на південний схід від Рима, 31 км на схід від Неаполя, 17 км на захід від Авелліно.
Населення — 1838 осіб (2014).
Щорічний фестиваль відбувається 13 червня. Покровитель — Sant'Antonio.

## Демографія
Населення за роками:

Станом на 1 січня 2023 року в муніципалітеті офіційно проживали 33 іноземці з 8 країн, серед них 24 громадяни країн Євросоюзу та 3 громадяни України.

## Сусідні муніципалітети
- Домічелла
- Лауро
- Марцано-ді-Нола
- Таурано
- Вішіано